# Yvon Briant
Yvon Briant (ur. 5 maja 1954 w Lesneven, zm. 13 sierpnia 1992) – francuski polityk i przedsiębiorca, poseł do Zgromadzenia Narodowego, eurodeputowany III kadencji, od 1989 do 1992 przewodniczący Narodowego Centrum Niezależnych i Chłopów (CNI).

## Życiorys
Kształcił się w szkołach wojskowych, służył w oddziale spadochroniarzy. Odszedł z wojska w 1978, zakładając przedsiębiorstwo robót podwodnych w Dunkierce. W tym samym roku dołączył do gaullistowskiego Zgromadzenia na rzecz Republiki. Należał do konserwatywnego stowarzyszenia Club de l'Horloge, był też dyrektorem politycznego czasopisma „Contrepoint”. W pierwszej połowie lat 80. opuścił gaullistów, dołączył do Narodowego Centrum Niezależnych i Chłopów, obejmując funkcję zastępcy sekretarza generalnego. W latach 1986–1988 sprawował mandat deputowanego VIII kadencji, zasiadając we frakcji Frontu Narodowego.
W 1987 został sekretarzem generalnym CNI, a w 1989 przewodniczącym tego ugrupowania, nawiązując współpracę z ugrupowaniami centroprawicowymi. W wyborach w 1989 z ramienia koalicji centrystów i gaullistów uzyskał mandat posła do Parlamentu Europejskiego III kadencji. W 1992 został również radnym regionu Île-de-France.
Zginął 13 sierpnia 1992 w katastrofie lotniczej na Korsyce w pobliżu Calvi. W katastrofie tej śmierć ponieśli również jego żona i syn.